# ニザール・ハムドゥーン
ニザール・ハムドゥーン（アラビア語：نزار حمدون.／英語：Nizar Hamdoon、1944年5月18日 - 2003年7月4日）はイラクの官僚、外交官。アラブ人。スンニ派イスラム教徒。

1980年代半ばから90年代にかけて、イラクの対米外交を担った人物として知られる。

## 経歴
1960年、バアス党入党。1967年、バグダード大学で建築と都市計画の学位を取得。

1981年-1983年、文化情報省(当時。後に文化省と情報省に分割)次官。
1984年、駐アメリカ大使。1988年、外務副大臣。

1992年、国連大使。1999年、外務次官。2001年、外相交代に伴い外務次官を離任。

2003年7月4日、非ホジキンリンパ腫の治療のため滞在していたニューヨークの病院で死去。59歳。
遺体は生まれ故郷のバグダードに埋葬された。
湾岸戦争後、イラクに課された経済制裁下で国連により行われていた石油と食料の交換プログラムに絡む不正問題を調査した国連の独立調査委員会の報告書（ボルカー・レポート）には、イラク側にリベートを支払う計画に関与したとして連邦大陪審に起訴されたテキサス州のオイルトレーダーが、2003年3月のイラク戦争直前に彼の医療費（4万4705ドル）を支払っていたと報告されている。
米主導によるイラク攻撃が差し迫った中、彼がどのような経緯を経て渡米したかについては明らかではない。